# Pandemia de COVID-19 no Panamá
Este artigo documenta os impactos da pandemia de coronavírus 2019-2020 no Panamá e pode não incluir todas as principais respostas e medidas contemporâneas.

## Linha do tempo
Em 10 de março de 2020, o Panamá registrou seu primeiro caso de coronavírus. A partir do primeiro registro, houve uma morte e sessenta e nove infectados no Panamá devido a coronavírus. O indivíduo morto era um homem de 64 anos, que também sofria de complicações de diabetes e pneumonia.
Dos infectados, um está gravemente doente e é internado em uma unidade de terapia intensiva. Os indivíduos infectados pertencem à faixa etária de 29 a 59 anos e viajaram recentemente para o exterior.
No dia 16 de março, o governo anunciou uma série de restrições a entrada de estrangeiros no país.